# Apodemus alpicola
Il topo selvatico alpino (Apodemus alpicola  Heinrich, 1952) è un roditore della famiglia dei Muridi endemico delle Alpi.

## Descrizione

### Dimensioni
Roditore di piccole dimensioni, con la lunghezza della testa e del corpo tra 80 e 111 mm, la lunghezza della coda tra 101 e 141 mm, la lunghezza del piede tra 22 e 26,5 mm, la lunghezza delle orecchie tra 15 e 20 mm e un peso fino a 45 g.

### Aspetto
Le parti superiori sono bruno-dorate, mentre le parti inferiori sono bianche o bianco-giallastre. Una grande macchia arancione è presente sulla gola e sul petto. La linea di demarcazione lungo i fianchi è netta. La coda è più lunga della testa e del corpo ed è scura sopra e più chiara sotto.

## Biologia

### Comportamento
È una specie terricola.

## Distribuzione e habitat
Questa specie è diffusa in maniera alquanto frammentata nelle zone alpine dell'Austria, Francia, Germania, Italia e Svizzera. In Italia sono presenti popolazioni nelle Alpi Liguri, Valle d'Aosta e in Val Venosta.
Vive nei boschi montani, dove favorisce le zone rocciose e i prati tra 550 e 2.100 metri di altitudine. Visita facilmente le abitazioni in autunno ed inverno.

## Tassonomia
Questa specie è stata per molti anni considerata una sottospecie di Apodemus sylvaticus. Tuttavia recenti studi genetici e morfologici ne hanno ristabilito lo stato tassonomico.

## Conservazione
La IUCN Red List, considerato che questa specie è localmente comune all'interno del suo areale e priva di serie minacce, classifica A.alpicola come specie a rischio minimo (Least Concern).